# 9985 Akiko
A 9985 Akiko (ideiglenes jelöléssel 1996 JF) a Naprendszer kisbolygóövében található aszteroida. Robert H. McNaught és Abe Hirosi fedezte fel 1996. május 12-én.

## Kapcsolódó szócikk
- Kisbolygók listája (9501–10000)